# Delholm, Föglö
Delholm är en ö i Föglö kommun på Åland. Den ligger i byn Jyddö och den del av Föglö som kallas Vargskär. En fast vägförbindelse finns mellan Delholm och ön Jyddö. 
Under 1900-talet var en familj (Sommarlund) fast boende på Delholm i ett hus uppfört 1923. Numera består bebyggelsen av fritidshus. 
Öns area är 14,2 hektar och största längd drygt 500 meter i sydost–nordvästlig riktning. Den högsta punkten är drygt 15 meter över havet.
På en lantmäterikarta från 1774 skrivs namnet Dellholm. Namnet syftar på att holmen ligger där gränserna mellan byarna Jyddö, Överö och Nötö möts eller delar sig (beroende på hur man ser på saken) och betyder ’holmen som ligger där gränsen delar sig’.